# Norbert Kazele
Norbert Kazele (* 11. Mai 1961 in Haiger) ist ein deutscher Jurist und war von 2012 bis 2023 Richter am Bundesgerichtshof. 

## Leben
Kazele promovierte im Jahre 1989 an der Universität Gießen über „Interessenkollisionen und Befangenheit im Verwaltungsrecht“. Im selben Jahr schloss er seine juristische Ausbildung mit dem zweiten Staatsexamen ab und trat in den höheren Justizdienst des Landes Hessen ein. Hier fand er Verwendung als Proberichter beim Landgericht Frankfurt am Main und beim Amtsgericht Offenbach am Main. Im April 1992 erfolgte seine Ernennung zum Richter am Landgericht Frankfurt, an dem er bis 1995 Mitglied einer Zivilkammer war. Zwischenzeitlich war er für die Dauer von zehn Monaten am Verwaltungsgericht Frankfurt am Main tätig. 1995 wurde er für ein Jahr als wissenschaftlicher Mitarbeiter an den Bundesgerichtshof abgeordnet. 
Im April 1996 ließ er sich nach Sachsen versetzen, wurde dort zum Richter am Oberlandesgericht Dresden berufen und wirkte im Zivil-, Notar- und Kartellsenat. Zwischen Mai 2003 und Oktober 2008 war er als wissenschaftlicher Mitarbeiter an das Bundesverfassungsgericht abgeordnet. Im Jahre 2009 wurde er zum Vorsitzenden Richter am Oberlandesgericht Dresden befördert. Nach seiner Wahl durch den Richterwahlausschuss wurde er 2012 zum Richter am Bundesgerichtshof ernannt und gehörte bis Ende September 2023 dem V. Zivilsenat an.

## Werke
- Interessenkollisionen und Befangenheit im Verwaltungsrecht. (Schriften zum Öffentlichen Recht; SÖR 580), Verlag Duncker & Humblot, 1990, zugleich Dissertation an der Universität Gießen (1989), ISBN 978-3428068425.
- Untersuchungshaft: Ein verfassungsrechtlicher Leitfaden für die Praxis, Nomos Verlag,  2008, ISBN 978-3832936952.